# Debbie Reynolds
Debbie Reynolds (El Paso, Texas, 1 d'abril de 1932 - Los Angeles, Califòrnia 28 de desembre de 2016) va ser una actriu, cantant, ballarina i empresària estatunidenca. També coneguda per interpretar a Aggie en Halloweentown el 1998.

## Biografia
Reynolds va néixer amb el nom de Mary Frances Reynolds a El Paso, Texas, essent la segona filla de Raymond Francis Reynolds (1903 - 1986) i Maxine N. Harman (1913 - 1999). La seva família es va traslladar a Burbank, Califòrnia el 1939.
Als 16 anys, Reynolds va guanyar el concurs de bellesa de Miss Burbank, un contracte cinematogràfic i va agafar el nom amb què se la coneix. Reynolds va aparèixer en petits papers a dues pel·lícules de la Warner i posteriorment, va signar un contracte amb la Metro-Goldwyn-Mayer, on va participar en les pel·lícules Three Little Words, protagonitzada per Fred Astaire i Red Skelton, Two Weeks with Love i Mr. Imperium, amb Lana Turner.
En contra de l'oposició inicial de Gene Kelly i de la seva falta d'habilitat per al claqué, Reynolds va protagonitzar Cantant sota la pluja, al costat de Kelly i Donald O'Connor.
Reynolds va protagonitzar moltes pel·lícules i enregistrar discos, amb algunes cançons que van ser un èxit, la més coneguda de les quals és Tammy, que s'inclou en la seva pel·lícula de 1957 Tammy, la noia salvatge. El seu paper protagonista a Molly Brown sempre a la superfície (1964) li va proporcionar una candidatura als Oscar, que va perdre davant de Julie Andrews i el seu paper a Mary Poppins.
Fins al 2005 va continuar apareixent en pel·lícules i sèries de televisió i va ser una de les poques actrius de l'Edat d'Or de la MGM que seguien en actiu, com Mickey Rooney, Lauren Bacall, Margaret O'Brien, Jane Powell, Rita Moreno, Leslie Caron, Dean Stockwell, Angela Lansbury, Russ Tamblyn o June Lockhart. El 2001 va gravar el telefilm These Old Broads amb altres tres llegendes del cinema: la seva antiga enemiga Elizabeth Taylor, Shirley MacLaine i Joan Collins.
Des de 1999 fins al 2006, va interpretar el paper de la mare de Grace, Bobbi Adler, en la sèrie de la NBC Will & Grace.
Reynolds es va casar tres vegades: amb el popular cantant Eddie Fisher s'hi va casar el 1955 i se'n va divorciar el 1959. Fisher la va abandonar per casar-se amb l'actriu Elizabeth Taylor, cosa que va suposar un dels escàndols més grans de l'època. D'aquest matrimoni havien nascut dos fills: l'actriu i guionista Carrie Fisher (coneguda pel seu paper de Princesa Leia en la saga de La guerra de les galàxies) nascuda el 1956, i Todd Fisher (1958). Posteriorment, Debbie Reynolds es va casar amb Harry Karl, un magnat del món del calçat, el 1960, encara que es van separar el 1973. Aquest matrimoni també va resultar ser desastrós, a causa dels problemes amb el joc de Karl. Finalment, Reynolds es va casar amb Richard Hamlett el 1984. Aquest matrimoni també va acabar en divorci el 1994.
Va morir el 28 de desembre de 2016, l'endemà de la defunció de la seva filla, Carrie Fisher.

## Filmografia
- June Bride (1948)
- The Daughter of Rosie O'Grady (1950)
- Three Little Words (1950)
- Two Weeks with Love (1950)
- Mr. Imperium (1951)
- Cantant sota la pluja (Singin' in the Rain) (1952)
- Skirts Ahoy! (1952)
- I Love Melvin (1953)
- The Many Loves of Dobie Gillis (1953)
- Give a Girl a Break (1954)
- Susan Slept Here (1954)
- Athena (1954)
- Hit the Deck (1955)
- The Tender Trap (1955)
- Meet Me in Las Vegas (1956)
- The Catered Affair (1956)
- Bundle of Joy (1956)
- Tammy and the Bachelor (1957)
- This Happy Feeling (1958)
- The Mating Game (1959)
- Say One for Me (1959)
- It Started with a Kiss (1959)
- The Gazebo (1959)
- Perduts a la gran ciutat (The Rat Race) (1960)
- Pepe (1960)
- The Pleasure of His Company (1961)
- The Second Time Around (1961)
- La conquesta de l'Oest (How the West Was Won) (1962)
- Mary, Mary (1963)
- My Six Loves (1963)
- The Unsinkable Molly Brown (1964)
- Goodbye Charlie (1964)
- The Singing Nun (1966)
- Divorce American Style (1967)
- How Sweet It Is! (1968)
- Què li passa a Helen? (What's the Matter with Helen?) (1971)
- La teranyina de la Carlota (Charlotte's Web) (1973) (veu)
- Busby Berkeley (1974) (documental)
- Això és l'espectacle (That's Entertainment!) (1974)
- Kiki, l'aprenent de bruixa (Majo no Takkyūbin) (1989) (veu)
- El guardaespatlles (The Bodyguard) (1992) (cameo)
- Jack L. Warner: The Last Mogul (1993)
- El cel i la terra (Heaven & Earth) (1993)
- That's Entertainment! III (1994)
- Mother (1996)
- Wedding Bell Blues (1996)
- In & Out (1997)
- Halloweentown (1998)
- The Christmas Wish  (1998)
- Por i fàstic a Las Vegas (Fear and Loathing in Las Vegas) (1998)
- Zack and Reba (1998)
- Rudolph (Rudolph the Red-Nosed Reindeer: The Movie) (1998) (veu)
- Keepers of the Frame (1999)
- Rugrats in Paris: The Movie (2000) (veu)
- Halloweentown II: Kalabar's Revenge (2001)
- These Old Broads (2001)
- Cinerama Adventure (2002)
- Connie i Carla (Connie and Carla) (2004)
- Halloweentown High (2004)
- Return to Halloweentown (2006)
- Mr. Warmth: The Don Rickles Project (2007)
- The Jill & Tony Curtis Story (2008)
- Blaze of Glory (2008) (veu)
- The Brothers Warner (2008)
- Fay Wray: A Life (2008)
- One for the Money (2012)

## Premis i nominacions

### Nominacions
- 1951: Globus d'Or a la millor nova promesa per Three Little Words
- 1957: Globus d'Or a la millor actriu musical o còmica per Bundle of Joy
- 1965: Oscar a la millor actriu per The Unsinkable Molly Brown
- 1965: Globus d'Or a la millor actriu musical o còmica per The Unsinkable Molly Brown
- 1970: Globus d'Or a la millor actriu en sèrie de televisió musical o còmica per The Debbie Reynolds Show
- 1997: Globus d'Or a la millor actriu musical o còmica per Mother
- 2000: Primetime Emmy a la millor actriu convidada en sèrie còmica per Will & Grace

### Reconeixements
Les petjades de Reynolds estan impreses en el Grauman's Chinese Theatre de Hollywood. A més té una estrella en el Passeig de la Fama de Hollywood, en el 6654 de Hollywood Boulevard.